# Philippe Caroit
Philippe Caroit (Paris, nascido em 29 de setembro de 1959) é um ator, pintor e escritor francês.

## Início da vida
Caroit nasceu em Paris, como o quarto de sete filhos. Em sua adolescência, ele começou a desenvolver uma paixão por viajar, descobrir novos lugares e conhecer pessoas, o que também o fez aprender várias línguas estrangeiras.
Depois de concluir a escola, ele começou a estudar medicina, seguindo os passos de seu pai. No terceiro ano de estudos, ele ingressou no Conservatório em Montpellier, onde descobriu sua paixão pelo teatro. De volta a Paris, ele continuou a estudar medicina e teatro em paralelo. No sexto ano de medicina, enquanto trabalhava em um hospital no 14º arrondissement de Paris, ele decidiu abandonar os estudos e se dedicar completamente a se tornar um ator, ingressando no Théâtre de Soleil de Ariane Mnouchkine. 

## Carreira
Seu primeiro papel no cinema foi no filme "La Femme de l'aviateur" ("A Esposa do Aviador") dirigido por Eric Rohmer em 1981. No ano seguinte, ele teve sua estreia na televisão em "Les ombres" de Jean Claude Brisseau. Estes foram seguidos por mais de 100 papéis em filmes franceses e estrangeiros para cinema e televisão em todo o mundo, já que Caroit também fala inglês, alemão, italiano e espanhol. Em 1999, ele dirigiu seu primeiro curta-metragem "Faire-part", estrelando Christine Murillo, Antoine Dulery e Caroline Tresca.
Além de seus papéis no cinema e televisão, ele continuou a atuar também no teatro. Entre seus papéis estavam Jesus em "Un homme nomme Jesus" (no Palais des Sports em Paris; a peça entrou para o Livro Guinness por quebrar todos os recordes de público) e Seznec em "Seznec", ambos com Robert Hossein, ou Marc em "La Societe des Loisirs", peça escrita por François Archambault, que ele adaptou.
Caroit escreveu e adaptou roteiros para teatro ("La Societe de Loisirs" e "Tu Te Souviendras de Moi"), televisão ("Le Mystere des Carpates" para a série de TV Cancoon) e cinema ("Faire-part"). Seu projeto mais recente é "Paillettes" (antes chamado de "Le Chapon").
"A Maldição do Caracol" (fr: "La malediction de l'escargot"), seu primeiro livro, foi publicado pela Anne Carrière em novembro de 2020. A edição de bolso do livro está disponível desde junho de 2023 (publicado pela Bonneton).

## Vida pessoal
Caroit tem uma filha, Blanche, de seu casamento com Caroline Tresca.  Desde dezembro de 2022, ele também é pai de um menino chamado Lucien.
No seu tempo livre, Caroit gosta de pintar, suas obras sendo influenciadas pelo Expressionismo Alemão, pelo Fauvismo e pelos Nabis.

## Filmografia

### Cinema
- 1981: La Femme de l'aviateur (de Éric Rohmer)
- 1982: Enigma (de Jeannot Szwarc)
- 1983: Liberty belle (de Pascal Kané)
- 1984: Par où t'es rentré ? On t'a pas vu sortir (de Philippe Clair)
- 1986: Deux enfoirés à Saint-Tropez (de Max Pécas)
- 1987: La Rumba (de Roger Hanin)
- 1987: En toute innocence (de Alain Jessua)
- 1988: In extremis (de Olivier Lorsac)
- 1989: Cher frangin (de Gérard Mordillat)
- 1991: Milena (de Véra Belmont)
- 1992: Les Eaux dormantes (de Jacques Tréfouël)
- 1993: Vortice mortale (de Ruggero Deodato)
- 2000: Les Savates du bon Dieu (de Jean-Claude Brisseau)
- 2006: Come le formiche (de Ilaria Borrelli)
- 2006: Je pense à vous (de Pascal Bonitzer)
- 2008: Les Randonneurs à Saint-Tropez (de Philippe Harel)
- 2009: Tricheuse (de Jean-François Davy)
- 2013: Retour à la vie (de Ilaria Borrelli)
- 2014: Valentin Valentin (de Pascal Thomas)
- 2017: Vive la crise (de Jean-François Davy)
- 2017: L'Orage Africain - Un continent sous influence (de Sylvestre Amoussou)
- 2018: Moi et le Che (de Patrice Gautier)
- 2019: Maria, Regina României (de Alexis Cahill)
- 2021: And he said yes (de Gintare Parulyte)
- 2023: Ténèbres (de Clément Poirier)

### Televisão
- 1981: Télévision de chambre – Episódio: Les ombres (de Jean-Claude Brisseau)
- 1982: Les Secrets de la princesse de Cadignan (de Jacques Deray)
- 1982: Marion - Episódio: Qui trop efface (de Jean Pignol)
- 1983: Les beaux quartiers (de Jean Kerchbron)
- 1985: Le Diable dans le bénitier (de Jean L'Hôte)
- 1986: Série rose - Episódio: Le Libertin de qualité (de Juan Luis Buñuel)
- 1986: Série noire – Episódio: La nuit du flinguer (de Pierre Grimblat)
- 1988: Melba (e Roger McDonald)
- 1988: Sueurs froides – Episódio: Coup de pouce (de Josée Dayan)
- 1989-1990: V comme vengeance (realizadores diferentes)
- 1989-1991: Coplan (realizadores diferentes)
- 1992: Missione d'amore (de Dino Risi)
- 1992: Counterstrike – Episódio: The Sting (de René Bonnière)
- 1993: Les Grandes Marées (de Jean Sagols)
- 1993: El Siglo de las luces (de Humberto Solás)
- 1995: Le grand feu (de Fabrizio Costa)
- 1995-2001: Les Bœuf-carottes (realizadores diferentes)
- 1993-1994: Cancoon (de Jean Sagols e Paolo Barzman)
- 1999: Tramontane (de Henri Helman)
- 1999: L'Immortelle (de Georges Mendeluk)
- 2000: La tribu de Zoé (de Pierre Joassin)
- 2001: Méditerranée (de Henri Helman)
- 2002: Il bello delle donne – Episódio: Marzo-madre e figlia (de Luigi Parisi)
- 2003: Le Bleu de l'océan (de Didier Albert)
- 2003: Une femme si parfaite (de Bernard Uzan)
- 2003: Spooks/MI-5 – Episódio: Clear Skin (de Ciaran Donnelly)
- 2004: Imperium: Nero (de Paul Marcus)
- 2005: Un transat pour huit (de Pierre Joassin)
- 2005: Trois femmes… un soir d'été (de Sébastien Grall)
- 2005: Sauveur Giordano (de Klaus Biedermann)
- 2005: La Voie de Laura (de Gérard Cuq)
- 2005: Trois femmes flics (de Philippe Triboit)
- 2006: Joséphine, ange gardien - Episódio: La couleur de l'amour (de Laurent Levy)
- 2007: Chassé croisé amoureux (de Gérard Cuq)
- 2007-2010: RIS police scientifique (realizadores diferentes)
- 2011: Camping Paradis - Episódio: Miracle au camping (de Philippe Proteau)
- 2011: Merci Patron (de Pierre Joassin)
- 2011: Commissaire Magellan - Episódio: Mort subite (de Etienne Dhaene)
- 2012: Toussaint Louverture (de Philippe Niang)
- 2013: Joséphine, ange gardien - Episódio: En roue Libre (de Philippe Proteau)
- 2014:  Die Staatsaffäre (de Michael Rowitz)
- 2014: Crimes et botanique - Episódio: Le Jardin des papillons noirs (de Bruno Garcia)
- 2015: Meurtres à La Rochelle (de Étienne Dhaene)
- 2016: Mallory (de François Guérin)
- 2017: Camping Paradis - Episódio: Miss Camping (de Marwen Abdallah)
- 2017: Le Prix de la vérité (de Emmanuel Rigaut)
- 2017-2020: Über die Grenze (de Michael Rowitz)
- 2017: Munch (de Nicolas Guicheteau)
- 2018-2020: Crimes Parfaits (realizadores diferentes)
- 2019: La Malédiction du volcan (de Marwen Abdallah)
- 2020: Meurtres à Cayenne (de Marc Barrat)
- 2022: Cassandre - Episódio: Les régates (de Eric Le Roux)
- 2024: Parizot (de Nicolas Copin)
- 2024: À qui profite le doute ? (de Stéphanie Tchou-Cotta)
- 2025: Meurtres à Saint-Martin (de François Guérin)
- 2025: Les Mystères des grottes du Régulus (de Lorie Pester)